# Thrombolyse
La thrombolyse consiste à lyser (désagréger) par médicament les thrombus (caillots sanguins) obstruant les vaisseaux sanguins. Ce traitement reproduit de façon artificielle le phénomène physiologique de fibrinolyse.

## Indications
Les trois principales indications de ce traitement d'urgence sont l'embolie pulmonaire, l'infarctus du myocarde et l'accident vasculaire cérébral ischémique,.
Traitement classique de première intention des infarctus du myocarde récent, il est réservé aux formes sévères des embolies pulmonaires, et tend à se généraliser dans la prise en charge précoce (premières heures,) des AVC ischémiques peu étendus. Le bénéfice attendu de ce traitement d'urgence est la reperfusion tissulaire d'aval, en vue d'améliorer le pronostic fonctionnel et vital, mais au prix d'un risque incompressible d'hémorragies rares mais redoutables.
En pratique, le produit est injecté par voie veineuse périphérique ou intra-artérielle sélective.

## Historique
Un professeur de médecine, William Tillet (en) (1892-1974), découvre presque par hasard en 1933 qu'un enzyme appelé streptokinase peut dissoudre un caillot de sang. D'autres découvertes ont été faites par la suite à ce sujet. Une grande étude auprès de 11 000 patients a été publiée en 1986 par The Lancet.

## Médicaments thrombolytiques
- Streptokinase[1]
- Urokinase[2]

Fibrinolyse (schéma en anglais).

- Altéplase (Actilyse) : forme recombinante de l'activateur tissulaire du plasminogène
- Retéplase (en)
- Ténectéplase (Metalyse) : forme modifiée de l'activateur tissulaire du plasminogène.

## Mode d'action
Ces médicaments miment l'action de l'urokinase et de l'activateur tissulaire du plasminogène naturels (protéines de la fibrinolyse qui activent le plasminogène en plasmine).

## Effets secondaires
Le risque principal est celui d'une hémorragie (tout saignement important ou toute chirurgie récente contre-indiquent la thrombolyse).
Il existe aussi un risque allergique avec la streptokinase.